# Isola Santo Ianni
Santo Ianni (o Santo Janni) è un'isola dell'Italia situata nel golfo di Policastro, posto quasi al centro della costa di Maratea.
L'isolotto deve il suo nome a un'antica cappella dedicata a San Giovanni, che si trovava presso il suo sperone roccioso più alto. L'isola e la costa prospiciente sono state individuate quale Sito di Interesse Comunitario.

## Geografia
L'isola di Santo Janni è lunga 200 metri e nel punto di massima larghezza raggiunge gli 80 metri.
Lo sperone roccioso più alto misura 18 metri sul livello del mare.
L'isola si trova a circa 500 metri dal promontorio degli Ilicini presso Marina di Maratea.
L'isola di Santo Janni, insieme alla più piccola isola detta La Matrella e agli scogli ad essa circostanti, costituisce il cosiddetto arcipelago delle isole itacensi di Maratea.

## Storia
Nei fondali dell'isola sono state ritrovate centinaia di ancore di navi romane.
Sugli speroni rocciosi dell'isolotto sono state trovate anche numerose vasche destinate alla produzione del garum.
Ma la storia dell'isola è soprattutto legata alla tradizione popolare riguardante la traslazione a Maratea delle sacre reliquie di San Biagio: fu proprio qui che, nel 732, l'equipaggio della nave trasportante le reliquie del santo, diretta verso Roma, le consegnò agli abitanti di Maratea.

### Archeologia subacquea
Intorno all'isolotto di Santo Janni i fondali conservano uno dei più ricchi giacimenti di anfore e ancore dell'Età Romana, reperti visibili presso la mostra di Archeologia subacquea presso il Palazzo De Lieto di Maratea.

## Flora e fauna
A causa della grande esposizione ai raggi solari, la flora dell'isola è molto scarsa.
Più interessante è invece la fauna: sull'isolotto vive, confinata sui suoi anfratti rocciosi, un curioso fenomeno zoologico, il cosiddetto Drago di Santo Janni, ovvero la Podarcis siculus paulae, una lucertola bruno-azzurra,  sottoposta a specifiche tutele.